# Cheracebus regulus
Espèce
Synonymes
- Callicebus regulus Thomas, 1927[1],[2]
- Callicebus (Torquatus) regulus Thomas, 1927[2]
- Callicebus torquatus regulus Thomas, 1927 (Hershkovitz 1990; Groves 2001)[1]

Statut de conservation UICN

 LC  : Préoccupation mineure
Statut CITES
Cheracebus regulus (syn. Callicebus regulus) est une espèce de Primates de la famille des Pitheciidae qui regroupe des petits singes du Nouveau Monde (Platyrrhini), et de la sous-famille des Callicebinae plus communément appelés des titis ou callicèbes.

## Répartition

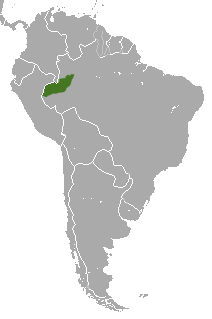
Répartition géographique en Amérique du Sud

Endémique de l'État brésilien de l'Amazonas.

## Écologie et habitat
Callicebus regulus est frugivore qui complète son alimentation par des graines, des insectes et des feuilles.

## Classification
Cette espèce a été décrite pour la première fois en 1927 par le mammalogiste anglais Oldfield Thomas (1858-1929). Auparavant classée dans le genre Callicebus, scindé en trois à la suite des travaux de phylogénie publiés en 2016-2017
,, l'espèce a été recombinée dans un nouveau genre, Cheracebus.

## Statut de conservation
Préoccupation mineure selon l'UICN. Il n'y a pas de grandes menaces connues pour cette espèce à l'heure actuelle.